# ذباب العث الدقيق
ذباب العث الدقيق (الاسم العلمي:Psychoda minuta) هو نوع من الحشرات يتبع جنس فراشي المظهر من فصيلة فراشيات المظهر.